# Hamma Melakhsou
Messaoud Melaksou (en arabe : ملاخسو مسعود), ou Hamma Melakhsou, né en 1941 à Batna, est un joueur de football algérien, devenu homme politique.

## Biographie
Fils d'un martyr de la Guerre d'Algérie[réf. nécessaire], il joue au club sportif MSP Batna au poste d'arrière central. 
Il compte à son actif 15 apparitions officielles en équipe nationale algérienne de football entre 1964 et 1968. 
Il est député de la ville de Batna dans l’Assemblée populaire nationale de 1982 à 1987.